# わらび座
わらび座（わらびざ）は日本の秋田県にある、劇団のひとつ。日本の伝統芸能が基盤。
本稿では、株式会社組織である株式会社わらび座（わらびざ）と、株式会社わらび座から事業を譲受する予定である一般社団法人わらび座の両方に関しても記述する。

## 概要
1948年7月、原太郎により同年8月に東京で創立された海つばめ（第一次）が淵源。1950年原が帰還者楽団に参加することとなり一旦解散したが、1951年に海つばめ（第二次）で再発足。翌1952年にはポプラ座と改名し北海道を回るが、秋田県に拠点を移した1953年からは「黄に紅に花は咲かねどわらびは根っ子を誇るもの」ということにちなんで、現在のわらび座と名称を改め、仙北郡田沢湖町（現仙北市）に定着。
1971年には「株式会社わらび座」として株式会社化。以後は劇団・劇場経営のほか、温泉、ホテル事業、地ビール「田沢湖ビール」の製造販売など多角的な経営を行い、2016年4月には「たざわこ芸術村」の名称を「あきた芸術村」に変更した。
本拠地には「わらび劇場」という常設劇場を持ち、オリジナルミュージカル公演年間を行う他、7つの公演チームが国内、海外で公演を行っている。愛媛県東温市にも「坊っちゃん劇場」という拠点劇場を有する。2009年には年間25万人の観客を動員した。
2018年11月、株式会社みちのくジャパン（岩手県北上市）と「男鹿桜島リゾートHOTELきららか」の譲渡契約を交わした。
しかし、新型コロナウイルス騒動により経営が悪化したことから、2021年10月22日に秋田地方裁判所に対して民事再生法適用を申請し、同年11月2日付で民事再生手続開始決定を受けた。負債総額は約14億4600万円。今後は、同年9月10日に設立した「一般社団法人わらび座」へ事業が移管される予定で、わらび座は非営利組織として再生が図られることになる。民事再生にあたってはAPAMANグループのコンピュータ関連企業「システムソフト」（東京）が支援スポンサーとなり、田中保成副社長が新法人の理事に就き、経営指導する。代表理事はわらび座の今村晋介取締役が担う。このほか、県内の経営者や秋田ゆかりの文化人らでつくる任意団体「わらび座新法人サポート体制」も運営を支援していく。
わらび座では修学旅行生の受け入れをし、地元農家で農業体験を行っている。また、わらび座のメンバー（鈴木潤子、山田愛子 他）らが、美郷町にある会社のコミュニケーション向上のための講師をつとめている。
フレンドリータウンと称し、秋田県の各市町村と積極的な協定を結んでいる。調印者は今村晋介（しんすけ）代表理事で、（　）内はPRサポーター。
まずは三種町、6月30日は大仙市（鈴木裕樹）、7月6日は美郷町、7月25日は湯沢市（遠田雅）、8月12日は横手市（川井田南）、9月7日は秋田市（丸山有子）、10月3日は由利本荘市（佐々木亜美と小松詩乃）、11月30日は北秋田市（三重野葵）、2023年1月12日に三種町（川井田南「ふるさとPR大使」）との協定を締結。

## 主な作品
- 男鹿の於仁丸（脚本・演出：大関弘政）
- 春秋山伏記（原作：藤沢周平、脚本・演出：大関弘政）
- 山神様のおくりもの（脚本・演出：菊池准）
- 歌舞集 いのちの祝祭
- 銀河鉄道の夜（原作：宮沢賢治、脚本：市川森一、演出：中村哮夫）
- 小野小町（脚本：内舘牧子、演出：栗城宏）
- 歌舞集 21・飛翔
- 菜の花の沖（原作：藤沢周平、脚本・演出：ジェームズ三木）
- 坊っちゃん！（原作：夏目漱石、脚本・演出：ジェームズ三木）
- 義経－平泉の夢（脚本：齋藤 雅文、演出：井上 思）
- アテルイ－北の燿星（原作：高橋克彦、脚本：杉山義法、演出：中村哮夫、作曲：甲斐正人）
- 火の鳥 鳳凰編（原作：手塚治虫、脚本：齋藤雅文、演出：栗山民也、作曲：甲斐正人）
- アトム（原案：手塚治虫、脚本・演出：横内謙介、作曲：甲斐正人）
- おもひでぽろぽろ（原作：スタジオジブリ、脚本：齋藤雅文、演出：栗山民也、作曲：甲斐正人）
- 遠野物語（原案：柳田國男、脚本・演出：栗城宏、安達和平）
- ブッダ（原作：手塚治虫、脚本：齋藤雅文、演出：栗山民也、作曲：甲斐正人）（平成25年5月）
- 北斎マンガ（マキノノゾミ脚本・演出）
- ミュージカル「龍角散Presents・ゴホン！といえば」（2022年、マキノノゾミ脚本・演出[17]）
- ジャングル大帝レオ（2024年、原作：手塚治虫、脚本：高橋知伽江、演出：栗城 宏、作曲：八幡 茂、振付：新海絵理子、美術：土屋茂昭、衣裳：武田園子）

### テレビ
- 特別番組「パンフレットにはないウラ話集めちゃいましたSP」2022年10月2日11:00-11:30 -

AAB（秋田朝日放送・番組製作は秋田市のビジュアルスペース、ディレクターは粟田）

## 住所・アクセス
- 株式会社わらび座（代表取締役社長 山川龍巳） 秋田県仙北市田沢湖卒田字早稲田430[1]

秋田新幹線角館駅下車。駅前より直通専用シャトルバスあり（無料）。車で7分。

## 主な関連施設
- わらび劇場（定員710名の常設劇場）
- 温泉ゆぽぽ（大浴場、ホテル、お食事処ばっきゃ）
- 田沢湖ビール（地ビールの醸造所・レストラン）
- 森林工芸館（手作り体験、木工・陶芸、製作見学等）
- 坊っちゃん劇場（愛媛県東温市にある常設劇場）

### かつて運営していた施設
- 男鹿桜島リゾートHOTELきららか
秋田県が1979年に開業した旧男鹿桜島荘を、わらび座が取得し2004年にオープンする。だが、施設の老朽化や従業員の確保も難しくなったため、2018年9月末で休館。11月にみちのくジャパンと譲渡契約を交わした[19]。
- 川口温泉奥羽山荘
秋田県が真木真昼県立自然公園の拠点施設として建設し、旧太田町が営業を受託した[20]。1998年町に無償譲渡される。大仙市が発足後は第三セクターが経営を行うも赤字が続き、2008年に施設運営のノウハウがあるわらび座が支援を含め、無償で譲り受ける。近年は老朽化が著しく、従業員の確保も困難とため、譲渡先を探していたが、新型コロナウイルス感染拡大の影響で宿泊キャンセルが相次いだことから、2020年5月末で閉館した[21][22][注 1]。

### 広報活動
- 田沢湖ビール（わらび座） - 2019年4月に龍角散とコラボし、クラフトビールとして「龍角散×田沢湖ビール ドラゴンハーブヴァイス」 を、同年12月にはクラフトシュバルツビール（黒ビール）として「龍角散×田沢湖ビール ドラゴンハーブブラック」を数量限定商品とした。

## 関連テレビ番組
- 日経スペシャル カンブリア宮殿 秋田発！地域を活性化する異色の劇団 飲む・見る・泊まる！複合エンタメ企業（2016年8月11日、テレビ東京）[25]